# Morris Michael Edelstein
Morris Michael Edelstein (ur. 5 lutego 1888 w Międzyrzecu Podlaskim, zm. 4 czerwca 1941 w Nowym Jorku) – deputowany do Izby Reprezentantów Stanów Zjednoczonych ze stanu Nowy Jork.
Gdy miał trzy lata, wraz z rodzicami wyemigrował do Stanów Zjednoczonych, do Nowego Jorku. Uczęszczał tam do szkół publicznych i do Cooper Union College. W 1909 r. ukończył studia na Brooklyn Law School w St Lawrence University i w 1910 został przyjęty do palestry, praktykował prawo w Nowym Jorku. 6 lutego 1940 r. został wybrany jako przedstawiciel Demokratów w Izbie Reprezentantów na miejsce zmarłego Williama I. Sirovicha, gdzie zasiadał do śmierci.
Został pochowany na cmentarzu Mount Zion, Maspeth, Long Island.